# Chi3 Sagittarii
Chi3 Sagittarii (χ3  Sagittarii, förkortat Chi3 Sgr, χ3 Sgr) som är stjärnans Bayerbeteckning, är en stjärna belägen i den mellersta delen av stjärnbilden Skytten. Den har en skenbar magnitud på 5,45 och är svagt synlig för blotta ögat där ljusföroreningar ej förekommer. Baserat på parallaxmätning inom Hipparcosuppdraget på ca 6,5 mas, beräknas den befinna sig på ett avstånd av ca 500 ljusår (ca 153 parsek) från solen och avlägsnar sig från jorden med en radiell hastighet på 39,6 km/s.

## Nomenklatur
Xi-stjärnorna var tillsammans med φ Sgr, σ Sgr, ζ Sgr och τ Sgr var Al Na'ām al Ṣādirah (النعم السادرة), de återkommande strutsarna. Enligt stjärnkatalogen i det tekniska memorandumet 33-507 - A Reduced Star Catalog Containing 537 Named Stars var Al Na'ām al Ṣādiraheller Namalsadirah ursprungligen titeln för fyra stjärnor: φ Sgr som Namalsadirah I, τ Sgr som Namalsadirah II, χ1 Sgr som Namalsadirah III och χ2 Sgr som Namalsadirah IV.

## Egenskaper
Chi3 Sagittarii är en orange till röd jättestjärna av spektralklass K3 III. Den har en radie som är ca 37 gånger större än solens radie och utsänder från dess fotosfär ca 300 gånger mera energi än solen vid en effektiv temperatur på ca 4 000 K.
Chi3 Sagittarii är en misstänkt optisk variabel med ett intervall i magnitud på 5,42 till 5,46. För infraröd strålning visar den stor amplitudvariation med en period på 505 dygn.